# Banyalbufar
Banyalbufar (spanisch Bañalbufar) ist eine Gemeinde der spanischen Baleareninsel Mallorca. Das gleichnamige Dorf ist der Verwaltungssitz der Gemeinde. Die von terrassierten Feldern umgebene Ortschaft ist im Sommerhalbjahr ein viel besuchtes Ausflugsziel. Der Ort verfügt über drei kleine Hotels, die vornehmlich von Wanderern nachgefragt werden. 

## Statistische Daten
Die Gemeinde Banyalbufar hat eine Fläche von 18,1 km² mit 577 Einwohnern (Stand: 2024). Das entspricht einer Bevölkerungsdichte von 32 Personen pro km². Im Jahr 2006 betrug der Ausländeranteil 8,9 % (51), der Anteil deutscher Einwohner 1,7 % (10).
1991 waren 85,7 % der Einwohner Mallorquiner, 8,3 % kamen aus anderen spanischen Provinzen und nur knapp 6 % waren Ausländer. Die höchste Einwohnerzahl wurde 1920 mit 894 Einwohnern notiert. In den folgenden zehn Jahren fiel die Einwohnerzahl drastisch ab, wahrscheinlich aufgrund politischer Unruhen im Ort. 1930 hatte Banyalbufar nur noch 200 Einwohner.

## Ortsname und Geografie
Auf der MA-10 erreicht man auf der Straße zwischen Andratx und Valldemossa nach einer Serpentinenstrecke das Dorf Banyalbufar. Es liegt an einem der Berghänge des Tramuntana-Gebirges.
Die Lage der Ortschaft spiegelt sich auch in der etymologischen Bedeutung ihres Namens wider. Der ursprüngliche Ortsname binya l-baḥr (بِنْيَة بَحْر) lässt sich mit 'Bau des Meeres' oder auch 'Gründung des Meeres' übersetzen und steht für Gründung einer neuen Niederlassung einer maurischen Gemeinde in der Serra de Tramuntana während des 10. Jahrhunderts. In katalanischen und lateinischen Dokumenten des 13. Jahrhunderts wird der zweite Bestandteil mit la bzw. sa mar oder auch juxta mare, also 'am, nahe dem Meer', übersetzt. Die ursprüngliche maurische Bedeutung von Banyalbufar ist folglich als nahe dem Meer errichtet zu verstehen. 
Vier niedrigere Berge gehören zu dieser Gemeinde, wobei Mola de Planícia mit 942 m der höchste ist und Sa Talaia mit 309 m der niedrigste.

### Orte der Gemeinde
Zur Gemeinde Banyalbufar gehören folgende Orte:
- Banyalbufar (423 / 516 Einwohner)
- Es Port des Canonge (55 / 55 Einwohner)
- Son Coll (56 / 56 Einwohner)

Die Einwohnerzahlen in Klammern stammen vom 1. Januar 2008. Die erste Zahl gibt dabei die Einwohner der geschlossenen Ortschaften an, die zweite Zahl die Einwohner der Orte einschließlich der hinzu zu rechnenden verstreut lebenden Bevölkerung außerhalb der eigentlichen Siedlungen. (Quelle: INE)

### Klima
In Banyalbufar werden das ganze Jahr über Niederschläge registriert. Der trockenste Monat ist der Juli mit durchschnittlich 10,1 l/m². Die höchste Niederschlagsmenge verzeichnet man im Oktober mit 80,9 l/m². Der meiste Regen in Banyalbufar fiel am 10. Juni 1975, als 170 l/m² gemessen wurden.

## Geschichte

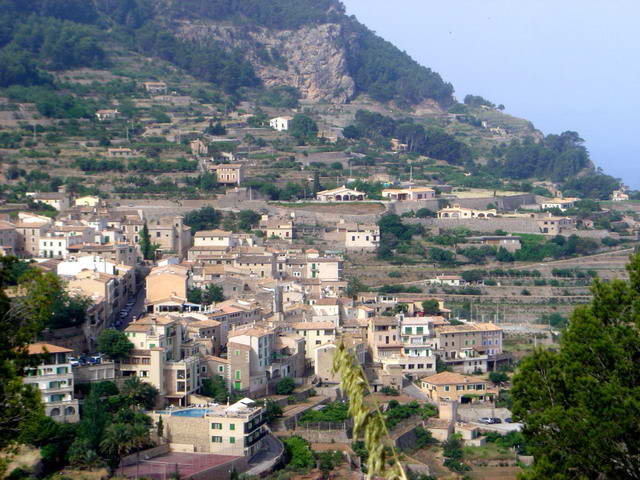
Banyalbufar

Nach der katalanischen Eroberung von Mallorca (Mayurka) 1229 unterstand Banyalbufar den Edelmännern Gilabert de Cruïlles und Ramon Sa Clusa.
Während des Mittelalters wurde das Tal bis ins 15. Jahrhundert von einer praktisch absolutistischen Regierung beherrscht: der Baronie von Banyalbufar. Der Herrscher der Baronie besaß die Zivil- und Strafgerichtsbarkeit über die gesamte Ortsbevölkerung.

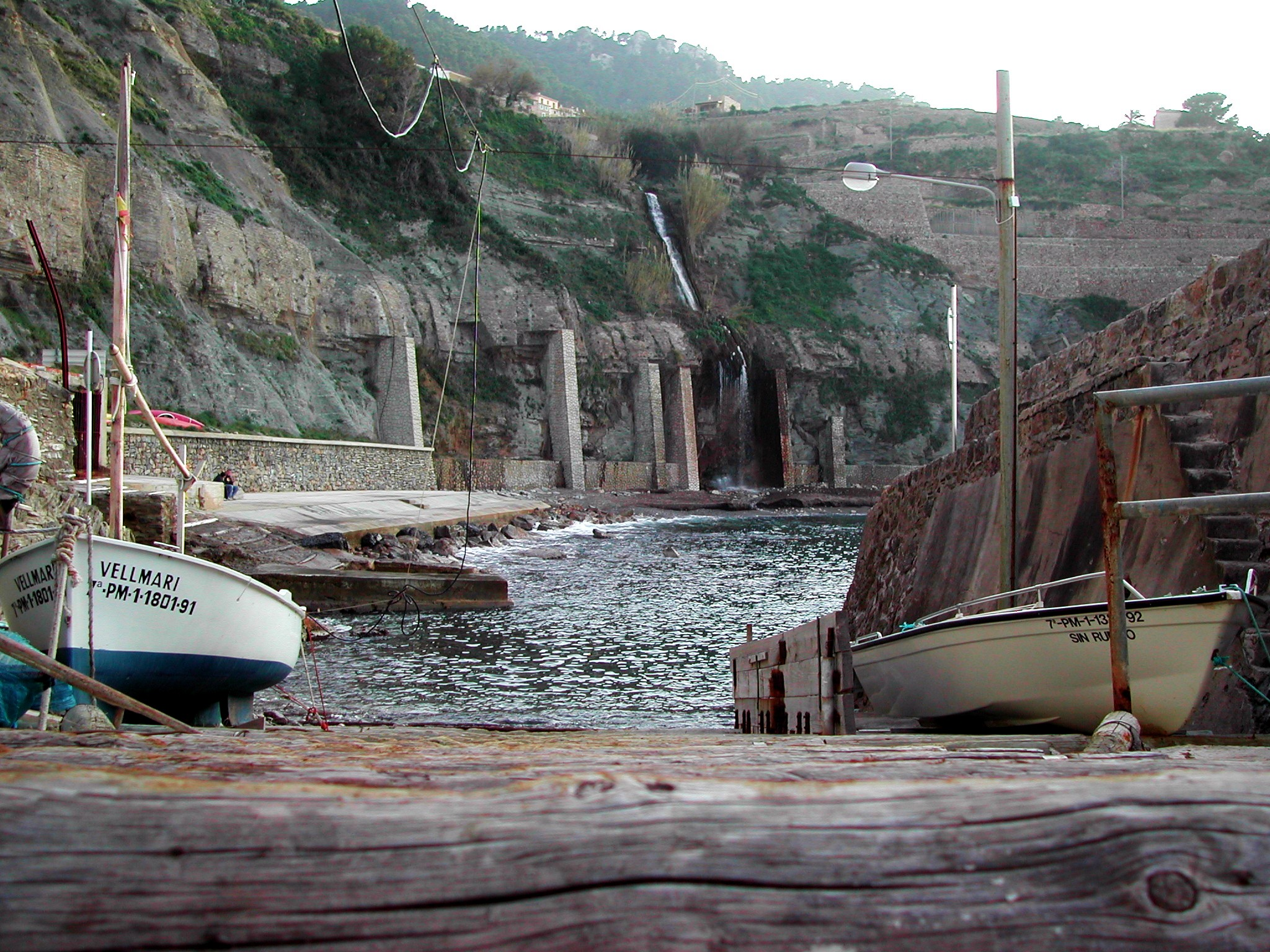
Port de Banyalbufar

Die Einwohner von Banyalbufar widmeten sich fast ausschließlich der Landwirtschaft. Der Fischfang spielte nur eine sekundäre Bedeutung. Angebaut wurden Weizen, Gerste, Hülsenfrüchte, Oliven, Flachs, Hanf, Safran und vor allem Wein. Die hiesige Malvasiertraube war hoch geschätzt. Nachdem ihr Anbau lange Zeit vernachlässigt wurde, ist man heute bemüht, sie neu anzupflanzen.
In früheren Zeiten war dieser Ort wirklich ein Weingarten. Von der Höhe des Ortes staffeln sich die rund 2000 Terrassen, auf denen einst ausschließlich Malvasier-Wein angebaut wurde. Dieser Wein war nicht umsonst am Hofe der Könige von Aragón bevorzugt, für Jaume I. soll es mit ein Grund gewesen sein, die Insel zu erobern.
Heute werden hier hauptsächlich Tomaten und anderes Gemüse geerntet. Eng verbunden mit dem Weinanbau ist die Wasserversorgung der Felder. Nirgendwo auf Mallorca zeigt sich die Kunst maurischer Wasserexperten so deutlich wie hier. Die Wasserleitungen, die das besonders für die Landwirtschaft wichtige kostbare Nass aus den Bergen herabführen, stammen zum großen Teil noch aus arabischer Zeit. Die aus den Feldsteinen von den Mauren gebauten Trockenmauern bremsen den Wasserlauf ein und die zahlreichen Wasserbecken fangen überschüssiges Wasser auf.
| Jahr      | 1842 | 1877 | 1887 | 1900 | 1910 | 1920 | 1930 | 1940 | 1950 | 1960 | 1970 | 1981 | 1991 | 2001 | 2011 | 2022 |
| --------- | ---- | ---- | ---- | ---- | ---- | ---- | ---- | ---- | ---- | ---- | ---- | ---- | ---- | ---- | ---- | ---- |
| Einwohner | 488  | 573  | 647  | 709  | 772  | 894  | 913  | 726  | 675  | 586  | 502  | 486  | 456  | 517  | 592  | 566  |

## Kultur und Sehenswürdigkeiten

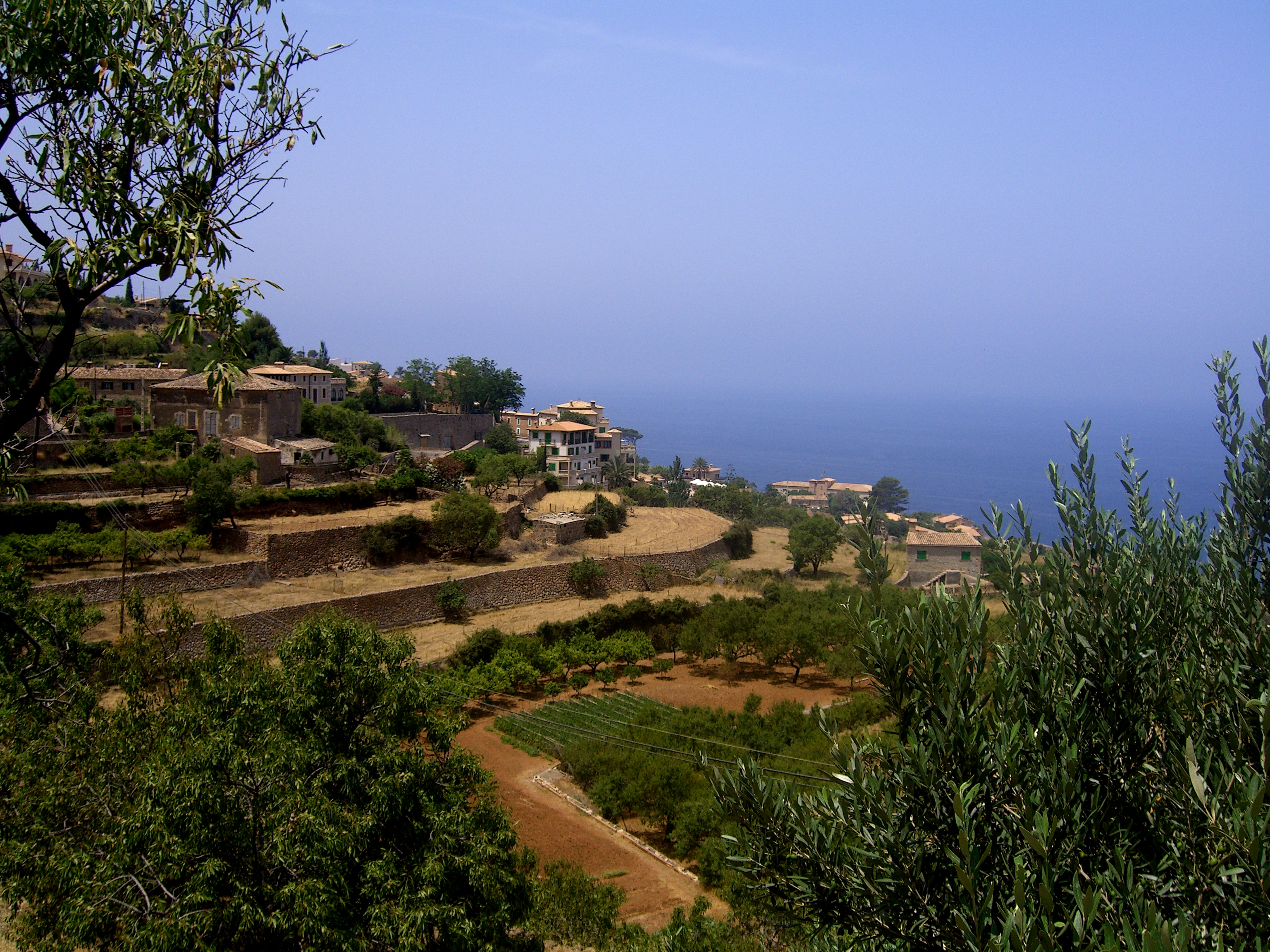
Terrassen bei Banyalbufar

Wachturm Torre des Verger bei Banyalbufar (Mirador de Ses Ànimes)

- Mitten im Ort liegt ein altes Herrenhaus mit dem Namen La Baronía.
- Um sich vor den maurischen Piraten zu schützen, wurde außerhalb des Ortes ein Wachturm errichtet. Der Wachturm Torre des Verger (auch Torre de Ses Ànimes) schwebt gleichsam über dem Meer und ist heute einer der am meisten besuchten Aussichtspunkte Mallorcas.
- Die kleine Strandbucht ist nur über steile Treppen erreichbar.

### Wanderwege
Eine der schönsten Wanderungen auf der Insel ist die Wanderung zum Port des Canonge bei Banyalbufar. Die Route führt zunächst durch schattenspendenden Kiefernwald fast unmerklich bergab. Später säumen bizarre Felsformationen den Weg, und es ergeben sich herrliche Ausblicke auf die Steilküste. Die weitgeschwungene Bucht von Port des Canonge mit ihren winzigen Kiesstränden belebt sich nur am Wochenende, wenn die einheimischen Fischer ihre kleinen Boote ins Wasser lassen und Ausflügler die beiden Fischlokale bevölkern. Ausgangspunkt der Wanderung ist eine Straßenkurve an der Ma-10 östlich von Banyalbufar zwischen Kilometer 85 und 86. Die Wanderung führt über einen überwiegend bequem begehbaren breiten Waldweg bis zum Port des Canonge, er ist gelegentlich mit Holzpfosten markiert.
Banyalbufar ist zugleich Etappenziel am mallorquinischen Fernwanderweg GR 221. Nach Südwesten erreicht man nach gut zwei Stunden den Nachbarort Estellencs, in östlicher Richtung kommt man über den Passübergang Coll des Pi in 2½ Stunden nach Esporles.

### Strände
Strände und Buchten, die sich auf dem Gemeindegebiet von Banyalbufar befinden, sind Cala Banyalbufar, Es Corral Fals, Son Bunyola und Es Port des Canonge.
siehe auch: Strände und Buchten auf Mallorca

### Feste
- 8. September la Nativitat de la Verge Maria Dorffest der Schutzherrin des Dorfes Jungfrau Maria, Dauer: 1 Woche
- 16.–17. Januar Sant Antoni